# Luce e tenebra
Luce e tenebra (The Sun and the Star) è un romanzo fantasy co-scritto dagli autori Rick Riordan e Mark Oshiro. Rappresenta un seguito autonomo del romanzo del 2020 La torre di Nerone.

## Trama
Due mesi dopo la sconfitta di Pitone e del Triumvirato degli imperatori, Nico Di Angelo continua a essere tormentato da incubi che gli ricordano che il titano Giapeto (ora conosciuto come Bob) è in realtà ancora vivo, ma  in grave pericolo e gli sta chiedendo aiuto. L'oracolo Rachel Elizabeth Dare fornisce al semidio una profezia che afferma che Nico deve scendere nel Tartaro per salvare Bob e Chirone e Mr. D accettano con riluttanza di farlo partire. Will Solace, il ragazzo di Nico, decide di accompagnarlo, e i due consultano brevemente Percy Jackson e Annabeth Chase prima di partire, così che possano dare loro consigli in base alla loro precedente esperienza nel Tartaro.
Nico e Will si dirigono negli Inferi attraverso la Porta di Orfeo, ma vengono attaccati dal demone degli incubi Epiales, che rivela loro che sua madre sta cercando Nico, prima di essere sconfitto da Will. I ragazzi si fanno aiutare dal popolo dei trogloditi, i quali accettano di condurli al Tartaro attraverso una scorciatoia. Devono passare dalla fattoria del demone Menoete, il quale promette di non dire ad Ade della loro impresa se gli porteranno un frutto rubato dal giardino magico di Persefone. Lei li scopre ma non li ferma, offrendo a Will dei suggerimenti per comprendere meglio Nico, suggerendogli di "abbracciare" la propria oscurità interiore piuttosto che rifiutarla.
Menoete rivela che Bob, dopo essere morto per aiutare Percy e Annabeth a fuggire dal Tartaro, mentre si riformava (essendo un mostro) è stato catturato da Nyx, la dea primordiale della morte: odiando ogni forma di cambiamento, la dea vuole costringerlo a tornare ad essere Giapeto, torturandolo in quanto lui si rifiuta. Nico rivela di aver incontrato Nyx durante il suo precedente viaggio nel Tartaro e che lei si era interessata a lui, pertanto ora sta usando Bob come esca per arrivare al semidio. I trogloditi conducono Nico e Will al fiume Acheronte, dove la ninfa Gorgira accetta di aiutarli in cambio di storie dei due ragazzi sulla loro relazione.
Usando la barca di Gorgira, Nico e Will giungono nel Tartaro, dove il potere del fiume li costringe a fare i conti con le loro insicurezze e divergenze, in particolar modo riguardo la natura degli Inferi, in quanto Will ne prova repulsione. La coppia si imbatte in Bobbino, il gatto / tigre dai denti a sciabola di Bob e scopre che Damaseno, l'amico gigante di Percy e Annabeth, si sta ancora riformando dopo essere stato ucciso, quindi non può aiutarli. I due raggiungono il Palazzo della Notte dove Bob è imprigionato in un continuo ciclo di rigenerazione. Nico e Will combinano i loro poteri e liberano Bob, quando sopraggiunge Nyx con i suoi figli Nemesi, Ipno ed Epiales e un esercito di mostri.
Nyx rivela di aver creato dei demoni (chiamati cacodemoni) attraverso l'oscurità di Nico e vuole costringerlo a rimanere nel Tartaro, dove ritiene che appartenga, accettando la sua oscurità. Incoraggiato da Will e Bob, Nico combatte le manipolazioni di Nyx e riconosce di non voler essere definito dai suoi tormenti interiori, mentre Will attinge alla propria oscurità per indebolire Nyx con la peste (uno dei poteri da figli di Apollo). Nico prende il controllo dei suoi cacodemoni e li libera, realizzando la parte della profezia secondo cui avrebbe dovuto lasciare qualcosa di grande valore. Nemesi, Ipno ed Epiales si rivoltano contro Nyx, permettendo ai semidei, a Bob e Bobbino di fuggire attraverso l'Acheronte, seguiti dai cacodemoni di Nico. 
Mentre risalgono verso gli Inferi, Nico riceve in sogno la visita di Ade e degli spiriti di sua madre Maria e di sua sorella Bianca; Ade rivela di essere il mandante della profezia, così che Nico potesse salvare Bob, e di aver concesso che il figlio desse un ultimo saluto agli spiriti della madre e della sorella, le quali si proclamano orgogliose di lui, così come Ade, il quale ammette che le azioni di Percy lo hanno spinto a ripensare al suo comportamento nei confronti del figlio. Nico viene spronato dai suoi cari a essere finalmente felice e libero dai sensi di colpa, così da godersi il suo futuro con Will.
Tornati al Campo Mezzosangue, Bob decide di dirigersi a ovest per scoprire cosa fare in seguito. Nico adotta i cacodemoni e contatta Piper e la sua nuova ragazza per confidarsi sul loro comune dolore per la morte di Jason Grace, dopodiché ha modo di ricongiungersi con Will.

## Scrittura
Il romanzo è stato annunciato la prima volta il 6 ottobre 2021. Rick Riordan ha deciso di scrivere l'opera insieme all'autore di young adult  Mark Oshiro, per assicurarsi la maggior autenticità possibile nel rappresentare il punto di vista dei due protagonisti e della loro relazione omosessuale. Riordan e Oshiro hanno creato insieme la trama e il manoscritto, ricevendo pari merito per il libro. Oltre a scrivere acclamati libri sui giovani personaggi LGBTQ+, Oshiro è un fan di lunga data dell'universo di Percy Jackson.
Il 28 settembre 2022, la copertina è stata annunciata insieme alla data di uscita finale del progetto. La copertina è stata realizzata da Khadijah Khatib. 